# Disepalum
Disepalum Hook. f. – rodzaj roślin z rodziny flaszowcowatych (Annonaceae Juss.). Według The Plant List w obrębie tego rodzaju znajdują się 9 gatunki. Występuje naturalnie w Azji Południowo-Wschodniej, głównie w Malezji i Indonezji. Gatunkiem typowym jest D. anomalum Hook.f.

## Morfologia
PokrójZimozielone drzewa lub krzewy.
LiścieNaprzemianległe, pojedyncze, całobrzegie.
KwiatyPromieniste, obupłciowe, zebrane w kwiatostany. Rozwijają się na szczytach pędów. Wydzielają zapach. Mają 2 lub 3 wolne działki kielicha, często są odchylone. Płatków jest od 4 do 10, są wolne lub zrośnięte u podstawy. Kwiaty mają liczne wolne pręciki. Zalążnia jest górna, składająca się z kilku słupków.
OwoceTworzą owoc zbiorowy.

## Systematyka
Pozycja według APweb (aktualizowany system APG III z 2009)
Rodzaj wraz z całą rodziną flaszowcowatych w ramach rzędu magnoliowców wchodzi w skład jednej ze starszych linii rozwojowych okrytonasiennych określanych jako klad magnoliowych.
Lista gatunków
| - Disepalum aciculare D.M.Johnson - Disepalum acuminatissimum Boerl. & Koord.-Schum. - Disepalum anomalum Hook.f. - Disepalum coronatum Becc. - Disepalum longipes King - Disepalum petelotii (Merr.) D.M.Johnson - Disepalum plagioneurum (Diels) D.M.Johnson - Disepalum platypetalum Merr. - Disepalum pulchrum (King) J.Sinclair |